# 乔宗淮
乔宗淮（1944年7月29日—），江苏盐城人，中華人民共和國外交家，乔冠华和龚澎之子，彭加伦之婿。

## 生平
乔宗淮1944年7月29日生于重庆曾家岩50号，1978年考入中国科学院研究生院，1982年获硕士学位，此后曾任新华社香港分社副秘书长、中华人民共和国驻芬兰大使、兼任驻爱沙尼亚大使。1997年，接替杨桂荣，担任中华人民共和国驻瑞典大使。1998年，由王桂生接任。2001年8月，任外交部副部长等职位，2009年至2014年任国务院参事。此外，他还是中共十二届、第十三届中央候补委员，第十六届中央纪委委员。

## 荣誉

### 外国勋章奖章
- 一级友谊勋章（朝鲜，1997年2月10日于平壤万寿台议事堂颁发[4]）